# 336 Dywizja Strzelecka (ZSRR)
336 Dywizja Strzelecka (ros. 336-я стрелковая дивизия) – związek taktyczny (dywizja) Armii Czerwonej.
Dywizja sformowana w Dimitrowgradzie wobec ataku Niemiec na ZSRR. Na froncie od 9 grudnia 1941. Brała udział w kontrofensywie na zachód od Moskwy. W 1942 na kierunku syczowskim, walczyła przeciwko niemieckiej 102 Dywizji Piechoty. Forsowała Dniepr, wyzwoliła Żytomierz (31 grudnia 1943), zajęła Łuck i Czekanów.
W 1945 roku razem z 246 Dywizją Strzelecką i 322 Dywizją Strzelecką wchodziła w skład 15 Korpusu Strzeleckiego. W czasie walk na ziemiach polskich 336 DS dowodził gen. mjr Michaił Borisow.
Dywizja uczestniczyła m.in. w ofensywie Armii Czerwonej rozpoczętej 12 stycznia 1945 roku, biorąc udział w przełamaniu niemieckich fortyfikacji Stellung a2. Wojnę zakończyła na granicy Polski i Czechosłowacji.